# Stonyhurst College
Stonyhurst College är en privat- och internatskola som ligger i närheten av Hurst Green i Ribble Valley, Lancashire i England. Skolan är religiöst knuten till katolicismen och då främst jesuitorden. Stonyhurst College grundades 1593 av jesuiten Robert Persons i Saint-Omer. Syftet med skolan var att ge katolska engelska pojkar en katolsk utbildning som inte stod att få i England. Skolan flyttades till Brygge 1762 och Liège 1773 innan skolan slutligen flyttades till England 1794. På Stonyhurst College går främst elever i åldrarna 13–18 år, men vid en närbelägen skola (kallad Stonyhurst Saint Mary's Hall) går elever i åldrarna 3–13 år.

## Rektorer
- Nicholas Sewall (1808–1813)
- John Weld (1813–1816)
- Nicholas Sewall (1816–1817)
- Charles Plowden (1817–1819)
- Joseph Tristram (1819–1827)
- Richard Norris (1827–1832)
- Richard Parker (1832–1836)
- John Brownbill (1836–1839)
- Francis Daniel (1839–1841)
- Andrew Barrow (1841–1845)
- Richard Norris (1845–1846)
- Henry Walmesley (1846–1847)
- Richard Sumner (1847–1848)
- Francis Clough (1848–1861)
- Joseph Johnson (1861–1868)
- Charles Henry (1868–1869)
- Edward Purbick (1869–1879)
- William Eyre (1879–1885)
- Reginald Colley (1885–1891)
- Herman Walmesley (1891–1898)
- Joseph Browne (1898–1906)
- Pedro Gordon (1906–1907)
- William Bodkin (1907–1916)
- Edward O'Connor (1916–1924)
- Walter Weld (1924–1929)
- Richard Worsley (1929–1932)
- Edward O'Connor (1932–1938)
- Leo Belton (1938–1945)
- Bernard Swindells (1945–1952)
- Francis Vavasour (1952–1958)
- Desmond Boyle (1958–1961)
- Frederick J. Turner (1961–1963)
- George Earle (1963–1971)
- Michael Bossy (1971–1985)
- Giles Mercer (1985–1996)
- Adrian Aylward (1996–2006)
- Andrew R. Johnson (2006–nutid)

## Kända alumner
- Ambrose Rookwood, konspiratör.
- Charles Carroll, politiker.
- Arthur Conan Doyle, läkare och författare.
- Joseph Mary Plunkett, poet.
- Chris Morris, komiker.
- Paul Johnson, journalist och författare.
- Tim Hetherington, krigskorrespondent.